# عزیزالله شهبازی
عزیزالله شهبازی (زاده ۱۳۴۷ بهبهان) سیاستمدار ایرانی و عضو هیئت علمی دانشگاه است که در دولت دوازدهم به عنوان استاندار البرز از سال ۱۳۹۷ تا سال ۱۴۰۰ فعالیت می‌کرد.
وی دانش‌آموخته کارشناسی علوم سیاسی از دانشگاه تهران، کارشناسی ارشد علوم سیاسی از واحد علوم و تحقیقات دانشگاه آزاد و دکتری سیاست‌گذاری عمومی از دانشگاه اصفهان است. او فعالیت شغلی خود را به‌عنوان کارشناس سیاسی در وزارت کشور آغاز کرد و در فاصله سالهای ۱۳۹۲ تا ۱۳۹۶ به‌عنوان معاون استاندار خوزستان و فرماندار ویژه آبادان فعالیت می‌کرد. وی نیز معاونت سیاسی، امنیتی و اجتماعی استانداری البرز را برعهده داشت.

## زندگی‌نامه
عزیزاله شهبازی در شهر تشان در شهرستان بهبهان، استان خوزستان زاده شد.

## تحصیلات
عزیزاله شهبازی دانش‌آموخته کارشناسی علوم سیاسی از دانشگاه تهران، کارشناسی ارشد و دکتری سیاست‌گذاری عمومی از دانشگاه اصفهان و هیئت علمی نیمه وقت دانشگاه است.

## سوابق
شهبازی فعالیت خود را در دهه ۷۰ به‌عنوان کارشناس سیاسی در وزارت کشور آغاز کرد. وی همچنین در کارنامه مدیریتی خود سابق چندین دوره بخشداری، معاونت فرمانداری، فرماندار، معاون مدیرکل، مدیرکل و معاونت استانداری را دارد.